# Бродзкий, Виктор Петрович
Виктор Петрович Бродзкий (Бродзский, Бродский, пол. Wiktor Brodzki; 1817 или 1826[…], Охотовка, Волынская губерния — 9 октября 1904 или 1904, Рим) — польский и русский скульптор, академик и профессор скульптуры Императорской Академии художеств (ИАХ).

## Биография
Родился в польской семье.
С 1848 года учился в Императорской Академии художеств в Санкт-Петербурге под руководством И. П. Витали, и уже в 1849 году на академической выставке появилась его копия с античной скульптурной группы Лаокоон и его сыновья.
В 1853 году получил малую золотую медаль за вылепленную им, по заданной программе, статую отдыхающего Адониса. Тогда же он создал барельефный бюст великой княгини Александры Иосифовны и бюст композитора Аполлинария Контского. Затем Бродзский сперва за свой счёт отправился за границу, но вскоре был удостоен пенсиона на четыре года, по особому ходатайству тогдашнего президента Академии, великой княгини Марии Николаевны.
В 1861 году получил звание академика ИАХ за парные скульптуры «Спящий амур» и «Пробуждающийся амур» и скульптуру «Зефир, качающийся на ветке». В 1868 году получил звание профессора за произведения: «Мраморный камелёк», группы «Первая любовь» и «Бегство из Помпеи». С 1868 года был почётным профессором ИАХ.
Поселившись окончательно за границей, Бродзкий прожил в Риме около 30 лет и с 1870 года почти не участвовал в выставках.
Умер в Риме. Похоронен на кладбище Кампо Верано.

## Творчество
В течение своей художественной деятельности Бродзкий исполнил множество произведений из мрамора и бронзы, около тридцати монументов, статуй и скульптурных групп, до шестидесяти пяти бюстов и медальонов.
Особенного внимания заслуживают — из надгробных памятников:
- Надгробие Лауры Пшездецкой в Соборе Святых Апостолов Петра и Павла в Каменце-Подольском,
- Надгробие инженера Красовского в Лозанне,
- Надгробие Мазараки в Варшаве,
- Надгробие Маврикия Понятовского в Гранове,
- Надгробие матери художника.

Из числа скульптур:
- «Первая боль» — статуя рыбачки, у которой в палец левой руки вцепился клещами рак.
- «Ян Собеский под Веной».
- «Спаситель, благословляющий мир».
- Парные скульптуры «Спящий амур» и «Пробуждающийся амур» (на Парадной лестнице Большого Екатерининского дворца, ГМЗ «Царское Село»).
- «Зефир, качающийся на ветке» ( в ГМЗ «Царское Село»).
- «Мраморный камелек» с группой из трёх мальчиков и орнаментами в стиле чинквеченто (в Эрмитаже).
- «Первое признание в любви».
- «Леда и лебедь».
- «Распятие» — из цельной мраморной глыбы высотой 2 м.
- «Madonna del Globo», из мрамора высотой 2 м, находится в музеях Ватикана.
- статуя Николая Коперника.

Бюсты и медальоны современников: герцога Николая Максимилиановича Лейхтенбергского, Папы Римского Пия IX, поэта А. Мицкевича, музыкантов Аполлинария и Антония Контских, писателя Юзефа Крашевского, инженер-генерал-лейтенанта русской службы С. В. Кербедза, турецкого военачальника Измаила-Паши, графа Ржевусского, Прохорова; и исторических личностей: Юлия Цезаря, Ганнибала, Александра Македонского, королей Польши Стефана Батория и Яна Собеского, католического проповедника Петра Скарги, Тадеуша Костюшко, поэта XVI века Яна Кохановского и других.

## Галерея

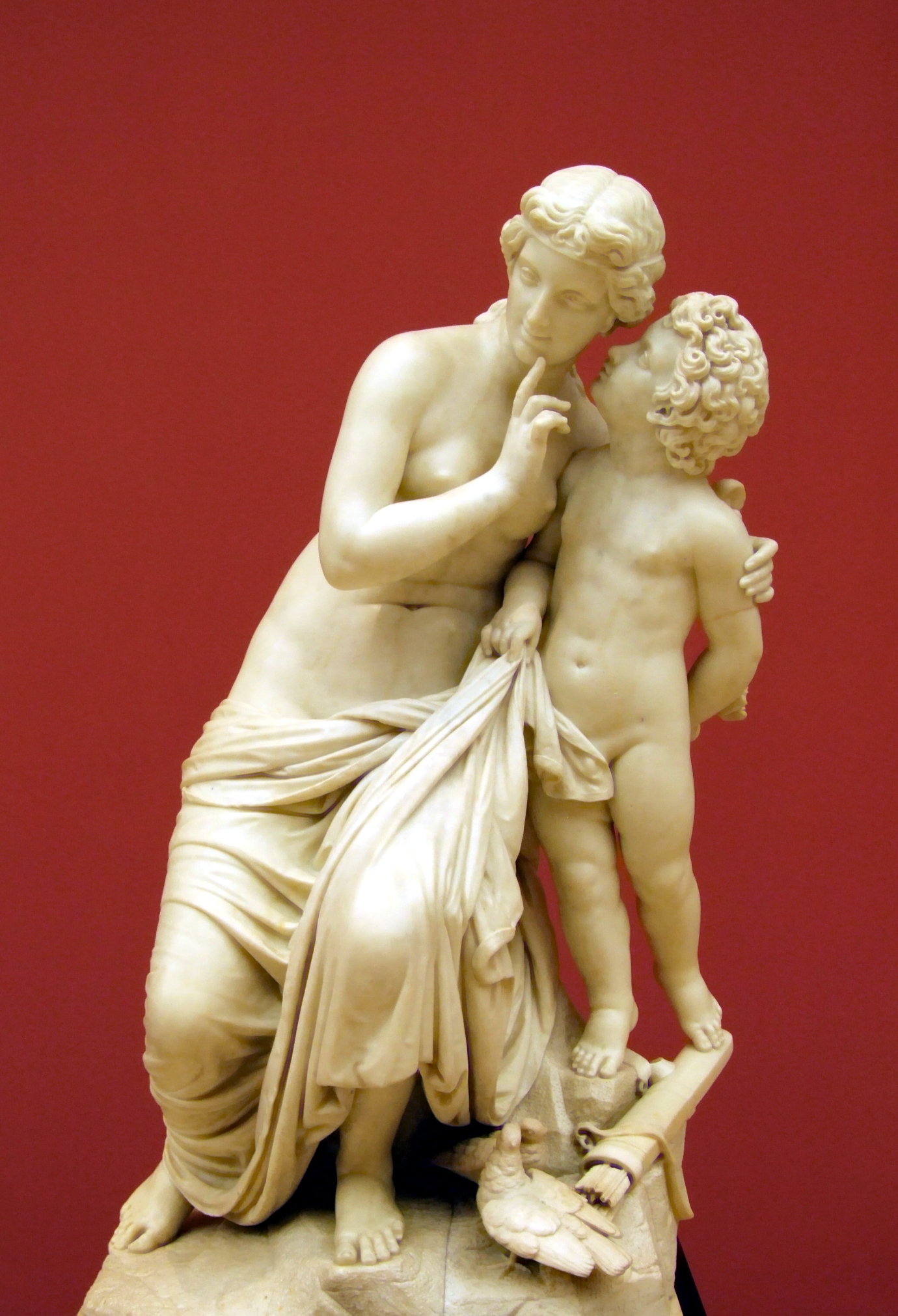
Первый шёпот любви, 1881, Национальный музей (Краков).
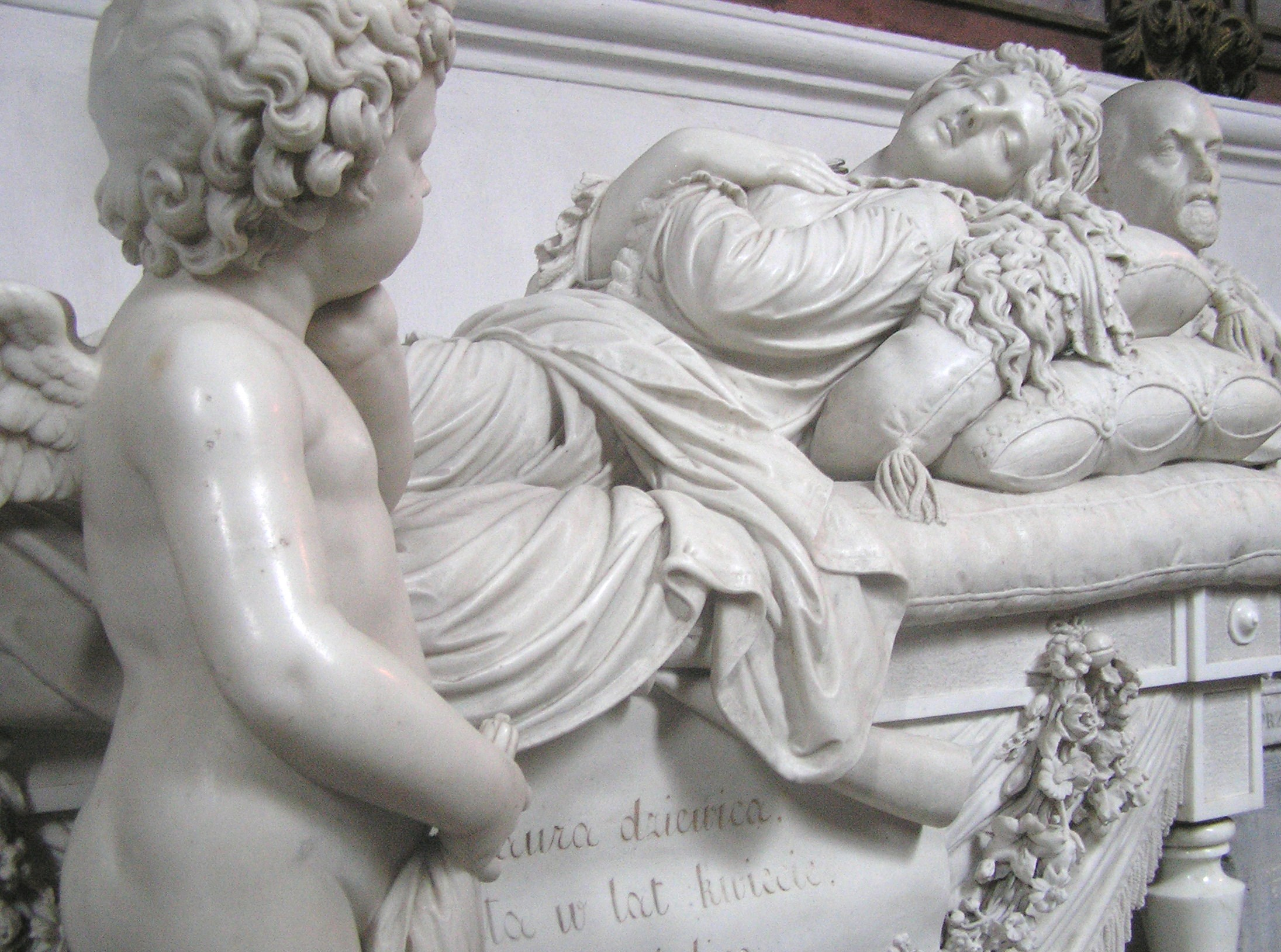
Надгробие Лауры Пшездецкой, Собор Святых Апостолов Петра и Павла, Каменец-Подольский.
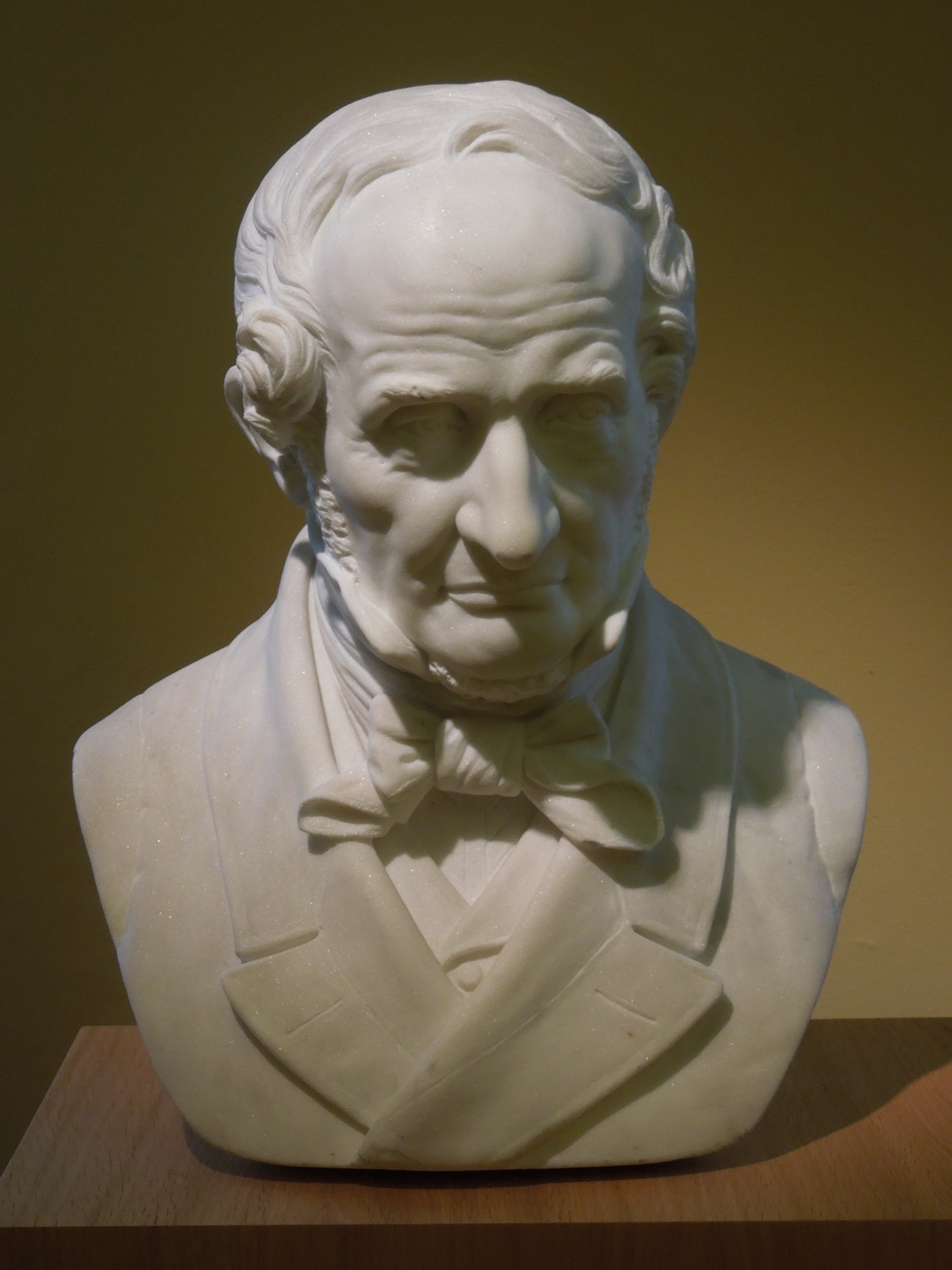
Портрет неизвестного.
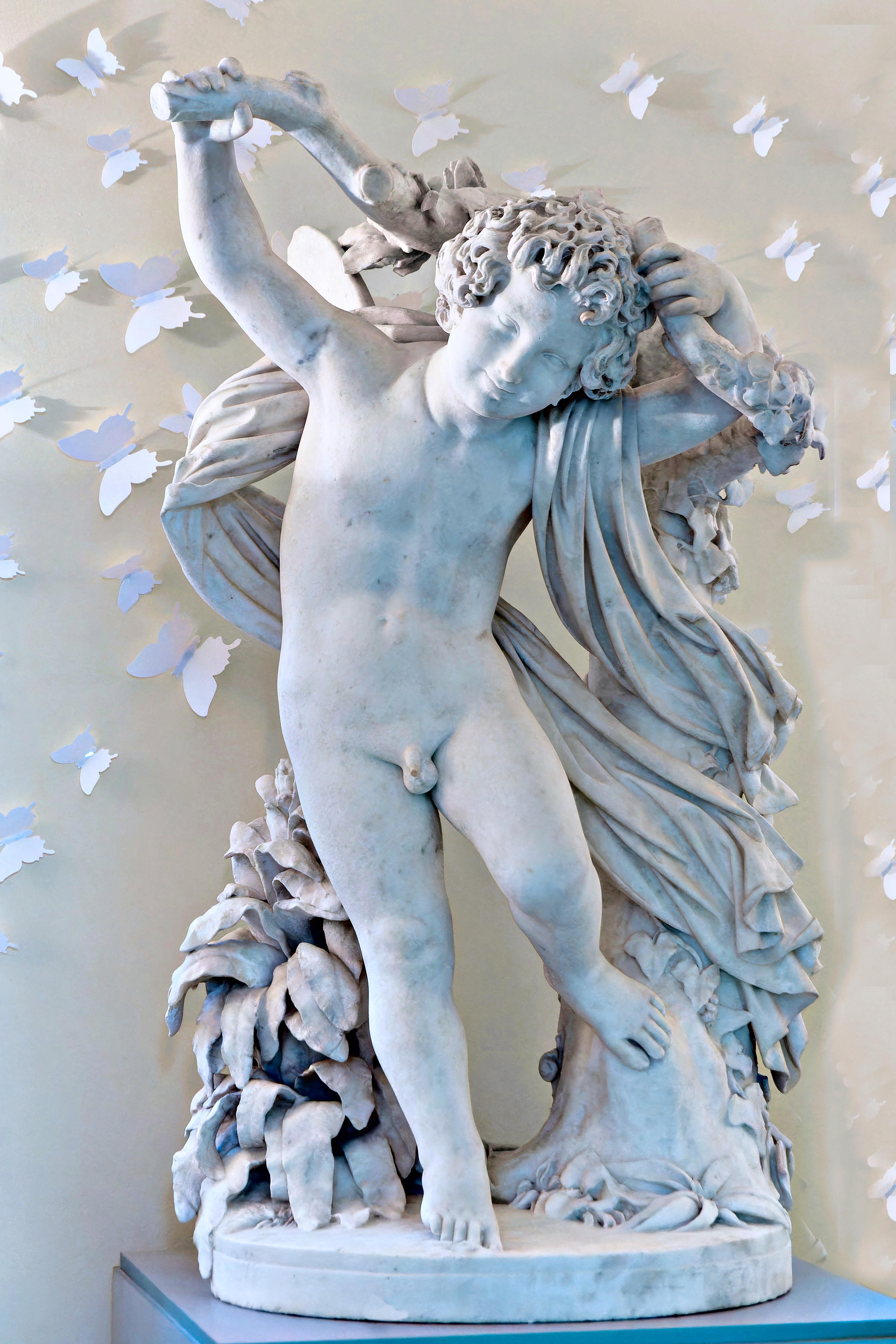
Зефир, качающийся на ветке, 1860, ГМЗ «Царское Село».